# System 2
System 2, chiamato anche Mac System Software (0.3 & 0.5), è il secondo sistema operativo per computer Macintosh sviluppato dalla Apple Inc.. È stato pubblicato nell'aprile del 1985. La versione 2.1 è stata pubblicata nel settembre dello stesso anno.

## Funzionalità
La funzionalità più importante di questo sistema operativo è l'incremento notevole delle prestazioni rispetto alla versione precedente. Il Finder in quest'aggiornamento riceve varie migliorie. Sono stati rimossi i comandi Put Back e Close All, in favore dell'aggiunta di New Folder, Print Catalogue, Use MiniFinder e Shut Down. Ora, trascinando l'icona di un disco nel cestino, quest'ultimo viene rimosso.

## System 2.1
System 2.1 è stato pubblicato circa 4 mesi dopo la precedente versione, nel settembre 1985. Questa versione introduce l'Hierarchical File System e il supporto agli Hard Disk 20.